# ジョン・ディキンソン (発明家)

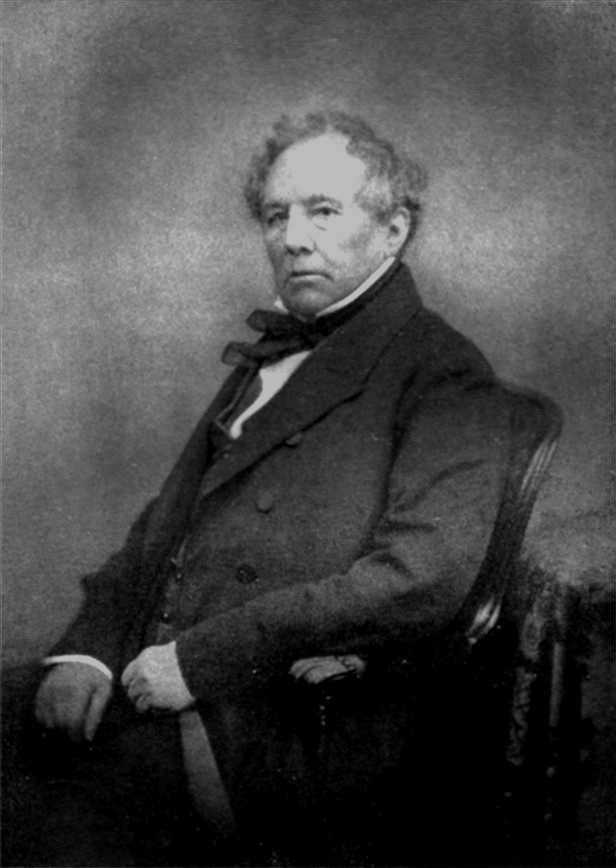
ジョン・ディキンソン (発明家)

ジョン・ディキンソン（John Dickinson, 1782年3月29日 - 1869年1月11日）は、連続で紙を漉く機構を発明したイングランドの発明家、実業家。ハートフォードシャーのアプスリーとナッシュビルズに製紙工場を建設し、ジョン・ディキンソン文房具社を設立した。ディキンソンがナッシュミルズの丘の中腹に建てた家は、後にアボットヒル学園の校舎として使用された。

## 生涯
1782年、ジョン・ディキンソンはイギリス海軍大尉トマス・ディキンソンとその妻フランシスの長男として生まれた。トマス・ディキンソンはイングランドのウーリッジで兵器輸送の最高責任者を務めており、フランシス・ディキンソンはフランスのスピタルフィールズの絹織り職人の娘であった。
ディキンソンは15歳のときにロンドンにあるハリソンおよびリチャードソンの文房具店に見習いとして入り、7年間をそこで過ごした。1804年、ディキンソンは書籍出版業組合に加盟し、シティ・オブ・ロンドンで扱われる文房具の取引を始めた。
ディキンソンは大砲の爆薬筒についての新たな構造を考案し、論文として発表した。この大砲は発射後に火種が残ることがなく、大砲内での偶発的な爆発を防ぐことができた。ディキンソンのこの大砲はイギリス陸軍によって採用され、ナポレオン戦争において大きな成果を挙げた。

### 抄紙機構の設計
技術革新の時代、紙を漉く作業を、手作業から機械へと置き換えようという試みは、ヨーロッパ各地でなされていた。1798年にはフランスのルイ・ロベールが連続抄紙が可能な長網抄紙機を発明し、その後1808年にイギリスのヘンリー・フォードリニアがこれを実用化した。
ディキンソンは1809年、抄紙機械の設計に関する特許を取得した。同年、ディキンソンは投資家のジョージ・ロングマンから財政支援を受け、ハートフォードシャーのアプスリーで製粉所として使われていた工場を購入した。その工場は前の所有者によって製紙工場として改築されており、売り手のジョン・スタッフォードはディキンソンの文房具店の仕入先業者であった。ディキンソンは工場内の機械をすべて自分が設計したものに置き換えた。